# Kelly LeBrock
Kelly LeBrock (New York, 1960. március 24. –) amerikai színésznő, modell.
Tizenévesen kezdett modellkedni, az 1970-es évek egyik legkeresettebb modelljévé vált. Színészként 1984-ben debütált címszerepben Gene Wilder A piros ruhás nő című filmjében. 1985-ben John Hughes Különös kísérlet című rendezésében tűnt fel. 1990-ben akkori férje, Steven Seagal partnere volt az Ölve vagy halva című akcióthrillerben, 1998-ban a Sziki-szökevény című vígjátékban volt fontosabb szerepe.

## Magánélete
Első férje Victor Drai filmproducer és étteremtulajdonos volt, házasságuk 1984-től 1986-ig tartott. 
1987-ben ment hozzá Steven Seagal színész-harcművészhez, akivel az 1990-ben bemutatott Ölve vagy halva című filmben együtt szerepeltek. Házasságukból három gyermekük született, Annaliza (1987), Dominic (1990) és Arissa (1993). 1996-ban váltak el.
Harmadik férjéhez, Fred Steck visszavonult befektetési bankárhoz 2007-ben ment feleségül.

## Filmográfia

### Film
| Év   | Magyar cím            | Eredeti cím               | Szerep                | Magyar hang    |
| ---- | --------------------- | ------------------------- | --------------------- | -------------- |
| 1984 | A piros ruhás nő      | The Woman in Red          | Charlotte             | Orosz Helga    |
| 1984 | A piros ruhás nő      | The Woman in Red          | Charlotte             | Györgyi Anna   |
| 1984 | A piros ruhás nő      | The Woman in Red          | Charlotte             | Dudás Eszter   |
| 1985 | Különös kísérlet      | Weird Science             | Lisa                  | Détár Enikő    |
| 1985 | Különös kísérlet      | Weird Science             | Lisa                  | Major Melinda  |
| 1990 | Ölve vagy halva       | Hard to Kill              | Andrea 'Andy' Stewart | Tóth Enikő     |
| 1990 | Ölve vagy halva       | Hard to Kill              | Andrea 'Andy' Stewart | Németh Borbála |
| 1993 | A félelem karmaiban   | Betrayal of the Dove      | Una                   |                |
| 1995 | Dühös pillangók       | Hard Bounty               | Donnie                |                |
| 1996 | A gyilkos nyomai      | Tracks of a Killer        | Claire Hawkner        | Csere Ágnes    |
| 1998 | Sziki-szökevény       | Wrongfully Accused        | Lauren Goodhue        | Zsolnai Júlia  |
| 2001 | Varázsló a szomszédom | The Sorcerer's Apprentice | Morgana               |                |
| 2005 |                       | Zerophilia                | nő a lakókocsiban     |                |
| 2006 |                       | Gamers: The Movie         | Angela anyja          |                |
| 2007 |                       | The Mirror                | Mary Theophilus       |                |
| 2015 |                       | 10 Days in a Madhouse     | Miss Grant            |                |
| 2019 |                       | Charlie Boy               | Donna                 |                |

### Televízió
| Év        | Magyar cím                       | Eredeti cím              | Szerep                     | Megjegyzések                 |
| --------- | -------------------------------- | ------------------------ | -------------------------- | ---------------------------- |
| 1993      | Copperfield Dávid                | David Copperfield        | Copperfield Klára (hangja) | tévéfilm                     |
| 2007      | Gordon Ramsay – A pokol konyhája | Hell's Kitchen           | önmaga (versenyző)         | 9 epizód                     |
| 2015      |                                  | A Prince for Christmas   | Ariana királyné            | tévéfilm                     |
| 2016–2019 |                                  | From the Mouths of Babes | önmaga                     | dokumentumsorozat (4 epizód) |

## Fordítás
- Ez a szócikk részben vagy egészben  a   Kelly LeBrock című angol Wikipédia-szócikk fordításán alapul.  Az eredeti cikk szerkesztőit annak laptörténete sorolja fel. Ez a jelzés csupán a megfogalmazás eredetét és a szerzői jogokat jelzi, nem szolgál a cikkben szereplő információk forrásmegjelöléseként.